# شرکت مخابرات ایران
شرکت مادرتخصصی مخابرات ایران نخستین و بزرگ‌ترین اپراتور مخابرات در ایران است. این شرکت در سال ۱۳۵۰ خورشیدی با سرمایه پنج میلیارد ریال ایران بنیانگذاری گردید. این شرکت، دارای ۳۱ منطقهٔ مخابراتی استانی و ادارات مخابرات شهرستانی و مراکز مخابراتی در سراسر ایران است. زیر بنای اولیه شرکت مخابرات ایران، شرکت سهامی تلفن، شرکت سهامی تلگراف و اداره مخابرات بود که به همت عین‌الله محمودی همدانی، پدر صنعت مخابرات ایران، ارتباطات و مخابرات در ایران گسترده شد.
شرکت‌های زیرمجموعهٔ شرکت مخابرات ایران: شرکت ارتباطات سیار ایران (همراه اول)، شرکت سرمایه کارکنان مخابرات (شسکام)، شرکت خدمات اول (tct1)، شرکت سامان سازه غدیر (مدیریت املاک)، شرکت پیشتازان ، شرکت کاراشاپ و ۳۱ شرکت استانی است.

## پیشینه

### ورود تلفن به ایران
در نزدیکی سال‌های ۱۲۶۷ یا ۱۲۶۸ خورشیدی، تلفن (۱۱ تا ۱۲ سال پس از اختراع آن) به ایران وارد شد. ناصرالدین‌شاه قاجار در یادداشت‌های خود، در شرح رخدادهای جمادی‌الثانی سال ۱۳۰۲ قمری (۱۲۶۳ شمسی) به تلفنی اشاره می‌کند که ره‌آورد سفر اروپایی معین‌الملک (سفیر ایران در امپراتوری عثمانی) بوده و از آن برای برقراری تماس از شمس‌العماره تا باغ سپه‌سالار استفاده می‌شده‌است. این نخستین تماس تلفنی در ایران بوده‌است.
از سوی دیگر، یک کمپانی بلژیکی به نام «شرکت خط‌آهن ایران» که صاحب امتیاز ساخت و بهره‌برداری راه‌آهن تهران-ری (ماشین دودی) و واگن اسبی بود برای تماس میان ۲ ایستگاه تهران و ری و نیز بین گاری شهری با واگن‌خانه، از تلفن بهره‌برداری می‌کرده‌است.
در سال ۱۲۸۰ خورشیدی در پادشاهی مظفرالدین‌شاه قاجار نخستین امتیاز تلفن در تبریز به مدت ۵۰ سال به یک شرکت خصوصی به نام «مؤسسه تلفن تبریز و حومه» واگذار شد تا به منطقه‌های پیرامون آن شهر تا شعاع ۲۴ کیلومتر خدمت‌رسانی کند. در پی انحلال این شرکت، یکی از شرکا (سیدمرتضی مرتضوی) با ضبط اموال شرکت بابت مطالبات خود، اداره آن را شخصاً به عهده گرفت و پس از فوت او این شرکت به شرکت سهامی بدل شد.
در ۱۲۸۱ خورشیدی امتیاز ساخت و بهره‌برداری تلفن در مشهد، بدون تعیین زمان، به منشورالملک (احمد منشور) واگذار شد. امتیاز سوم به دوست‌محمد معیرالممالک (داماد ناصرالدین شاه) برای ارائه خدمات در گیلان داده شد. در ۱۲۸۲ امتیاز تلفن تمام ایران به مدت ۶۰ سال به دوست معیرالممالک واگذار شده و وی ملزم شد از تاریخ صدور فرمان، طی ۳ سال تلفن تهران و تا ۱۰ سال پس از آن خدمات تلفن را در سایر شهرهای ایران را با هزینهٔ خود راه‌اندازی کند.
او این امتیاز را به محمداسماعیل تهرانچی فروخت. پس از تهرانچی، امتیاز مزبور به ۲۰ سهم تقسیم شد و تا سال ۱۲۸۴ خورشیدی فردی به نام «حاجی‌آقا کوچصفهانی» تمام آن سهام را خرید. در دوران مالکیت این شخص، در پاییز ۱۲۸۷ سیم تلفن میان بندر انزلی، رشت، منجیل و قزوین کشیده شد. به گفته مسعود کیهان این خط تلفن، مستقل و دارای ۷۰۰ مشترک و وجه اشتراک ماهیانهٔ آن ۲۰ تا ۵۰ ریال بوده‌است.

### درگیری
در این میان شرکت نفت ایران و انگلیس و شرکت صنعت شیلات که امتیاز بهره‌برداری آن در اختیار روسیه تزاری بود برای خود خطوط تلفن جداگانه داشتند. این موضوع، باعث درگیری آنان با صاحب امتیازان ایرانی می‌شد. از جمله در سال ۱۳۰۷ کوچصفهانی به سیم‌کشی غیرقانونی اداره شیلات در سواحل دریای کاسپین اعتراض کرد و خواستار عدم استفاده از این خطوط شد.
به نوشته ادوارد براون، نیروهای خارجی گاه از این موضوع برای ایجاد اغتشاش در کشور بهره می‌گرفتند. از جمله پس از قبول اتمام حجت روس‌ها از سوی دولت ایران، گروهی از سربازان روس شبانه در تبریز به سیم‌کشی تلفن از طریق بام‌های منازل مردم و ایجاد مزاحمت برای آنان پرداختند تا بهانه‌ای برای فشار و سرکوب مردم بیابند.

### ملی‌سازی
رسیدگی به مدیریت تلفن تا ۱۳۰۸ با «وزارت فلاحت و تجارت و فواید عامه» بود. اما در آن سال، به دلیل فرار برخی از شرکت‌ها از پیمان‌های خود، در مصوبه‌ای رسیدگی به امور تلفن و شکایت‌های مشترک‌ها به وزارت «پست و تلگراف» واگذار شد و نام وزارتخانه نیز به «وزارت پست و تلگراف و تلفن» تغییر کرد. این وزارتخانه در سال ۱۳۱۰ برای تمرکز امور مخابرات با دریافت یک میلیون تومان وام از بانک ملی ایران، همه سهام شرکت تلفن را خرید.
چون در آن زمان شبکه تلفنی خودکار موجود نبود، مکالمات واسطه‌ای، امکان شنود در طول مسیر را ممکن می‌کرد. از این رو «اداره تأمینات» از طریق گوشی‌های فاقد دهنی، معروف به «گوشی سرّی»، موارد مشکوک را شنود و به اطلاع مقامات می‌رساند.

### افزایش تقاضا
در ۲۱ شهریور ۱۳۱۶ خورشیدی برای آسان‌سازی در تماس تلفنی که به‌صورت مغناطیسی و با میان‌جی انجام می‌شدند، شبکه تلفنی خودکار با ۶ هزار شماره از شرکت زیمنس آلمان نازی خریداری و در تهران (مرکز تلفن اکباتان) راه‌اندازی شد. شرکت تلفن برای آشنایی مردم با چگونگی کار تلفن خودکار، ضمن درج آگهی در روزنامه، حتی پیش از گشایش این شبکه، دستگاه ویژه‌ای نیز برای آموزش مردم در شرکت نصب کرد. به‌دلیل وضع نامطلوب خدمات و محدودیت واگذاری آن به درخواست‌کنندگان، شهرداری تهران تصویب کرد که حق تقدم به کسانی داده شود که نیاز بالایی به تماس تلفنی دارند.

### جنگ جهانی دوم
در ۱۳۲۱ و در اوج جنگ جهانی دوم، دولت ایران بر پایه قرارداد سیاسی-مالی بین ایران، بریتانیا و شوروی عهد بست که همگی امکانات مخابراتی خود از جمله زیرساخت تلفنی را به‌صورت نامحدود در حوزهٔ نیروهای متفقین قرار دهد.

### پس از جنگ جهانی دوم
پس از پایان جنگ جهانی دوم و خروج نیروهای متفقین از ایران، وزارت پست و تلگراف و تلفن، سیستم کاریر (مکالمات تلفنی بدون امکان شنود) را از آنان خریداری کرد و با تغییر بعضی از کانون‌ها که به لحاظ نظامی بنیانگذاری شده بودند آن را در سال ۱۳۲۶ رسماً افتتاح کرد.
در پی اظهار تمایل پادشاهی عراق در سال ۱۳۱۵ تماس تلفنی با آن کشور برقرار شد. نخستین ارتباط تلفنی بی‌سیم نیز در ۳۱ تیر ۱۳۲۷ میان تهران و لندن برقرار شد.
مجلس شورای ملی در آذر ۱۳۳۱، لایحه ملی شدن شرکت مخابرات ایران را به تصویب رساند. این شرکت آمادگی خود را برای پیوستن به وزارت پست و تلگراف و تلفن اعلام کرد و در اردیبهشت ۱۳۳۲، پول‌های سهامداران شرکت پیشین تلفن را پرداخت کرد.
برنامه خودکار کردن شبکه تلفنی شهرستان‌ها در ۱۳۳۴ با خرید ۱۸۰٬۰۰۰ شماره تلفن خودکار از آلمان به مرحله اجرا درآمد. طرح تلفن خودکار بین شهری و جهانی نیز در سال ۱۳۴۹ راه‌اندازی شد. در ۱۳۴۳ شبکه مخابرات خودکار (انتقال ریزموج) که در ارائه خدمات مخابراتی، خصوصاً در تماس بین شهری و بین‌المللی، دارای اهمیت بود در مخابرات ایران به کار گرفته شد.
برای تمرکز کارهای مخابراتی و ارتباطی در درون ایران و برقراری تماس با دیگر کشورهای جهان، در ۱۳۵۰ شرکت مخابرات ایران از ادغام شرکت سهامی تلفن و امور تلگراف بنیانگذاری شد.

### شرکت‌های سهامی تابعه
- آذربایجان شرقی
- آذربایجان غربی
- اردبیل
- اصفهان
- البرز
- ایلام
- بوشهر
- یزد
- همدان
- هرمزگان
- مرکزی
- مازندران
- لرستان
- تهران
- خراسان جنوبی
- گیلان
- گلستان
- کهگیلویه و بویراحمد
- کرمان
- کرمانشاه
- قم
- کردستان
- خراسان رضوی
- قزوین
- فارس
- سیستان و بلوچستان
- سمنان
- زنجان
- خوزستان
- خراسان شمالی
- چهارمحال و بختیاری

## مالکیت و موارد قانونی

### خصوصی‌سازی
طبق مصوبه اسفند ۱۳۸۵ ه‍.خ هیئت وزیران، شرکت مخابرات ایران مشمول واگذاری به بخش خصوصی از طریق عرضه سهام آن در بورس اوراق بهادار تهران شد. در تاریخ ۱۹ مرداد ۱۳۸۷ ه‍. خ، به میزان پنج درصد از سهام این شرکت، با قیمت اولیه ۱۵۰۰ ریال از طریق بورس عرضه شد. این تعداد سهام، در مدت ۸ دقیقه، و با ارزش ۳۴۴ میلیارد تومان به فروش رفت.

### فروش سهام
در پاییز سال ۱۳۸۸، ۵۱ درصد سهام شرکت مخابرات ایران به «کنسرسیوم توسعه اعتماد مبین» واگذار شد. این کنسرسیوم شامل سه شرکت سرمایه‌گذاری «توسعه اعتماد» و «شهریار مهستان» که از شرکت‌های زیر مجموعه بنیاد تعاون سپاه هستند و همین‌طور شرکت «گسترش الکترونیک مبین ایران» از شرکت‌های زیرمجموعه «ستاد اجرایی فرمان امام» تشکیل شده بود. ارزش معامله، حدود ۸ میلیارد دلار آمریکا بود و بزرگترین معامله تاریخ بورس ایران خوانده شد. اما در سال ۱۳۸۹، این واگذاری، با اعتراضاتی به خصوص در مجلس شورای اسلامی مواجه شد و هیئت تحقیق و تفحص مجلس آن را ناقض سیاست‌های اصل ۴۴ قانون اساسی جمهوری اسلامی ایران خواند. این قراداد پرحاشیه، در نهایت در سال ۱۳۹۵ فسخ و علت فسخ آن هم ناتوانی کنسرسیوم اعتماد مبین در پرداخت اقساط خرید مخابرات اعلام شد. سازمان خصوصی‌سازی اعلام کرده بدهی‌هایش از کنسرسیوم توسعه اعتماد مبین را وصول کرده و در نتیجه از تصمیم فسخ قرارداد بلوک مدیریتی مخابرات با این شرکت منصرف شده‌است.

## سرویس‌ها و کالاها
- تلفن ثابت
- آشنای اول: سرویس‌های دیتا
- شرکت ارتباطات سیار ایران (همراه اول): نخستین اپراتور تلفن همراه ایران
- راهنمای تلفن ۱۱۸
- اینترنت پرسرعت ای‌دی‌اس‌ال و وی‌دی‌اس‌ال (از ۱۳۸۱)
- نورونتا: شبکهٔ امن اختصاصی TDM[۱۴][۱۵][۱۶]
- تانوما: اینترنت فیبر نوری ساختمان[۱۷][۱۸]
- مرکز شتاب‌دهندهٔ مشاهیر[۱۹]
- شبکه احراز هویت کاربران ارتباطی[۲۰][۲۱]
- دفتر پیش‌خوان خدمات الکترونیک دولت

این شرکت، قرارداد متصل کردن تعداد ۸۱ هزار مدرسه به شبکه ملی اطلاعات را دارد.

## کارکنان و مدیران

### مدیران سرشناس
- عین‌الله محمودی همدانی، پدر صنعت مخابرات ایران و از مدیران شرکت تلفن

### کارمندان
بر پایه واپسین آمارها، شمار کارکنان رسمی در سطح کشور ایران ۱۲۰۷۱ تن بوده‌است که با درنظر گرفتن بازنشستگان، این شمار به ۱۰۰۰۰ تن می‌رسد.
نیمی از این شمار در شش استان مستقر شده‌اند: تهران، اصفهان، خراسان رضوی، مازندران، آذربایجان شرقی و فارس. اگرچه آمار خوزستان با واپسین استان اختلاف کمی دارد. نیم از جمعیت کارکنان در ۲۶ استان مستقر بوده و نیمی در ۶ استان. تهران با ۲۰۳۹ تن بیشترین و ایلام با ۸۰ تن، کمترین شمار شاغل را دارد.
در دی ۱۴۰۰، این شرکت ۶۳ کارمند خود را به‌دلیل اعتراض به عقب‌افتادن پرداخت حقوق، اخراج کرد.

## انتقادها
نحوه ارائه خدمات اینترنت پرسرعت توسط شرکت مخابرات ایران، گاه با انتقاد از سوی شرکت‌های فراهم‌کننده دسترسی اختصاصی (PAP) همراه بوده‌است. از این جمله می‌توان به بی اعتنایی مجمع عمومی مخابرات به مصوبات سازمان تنظیم مقررات و ارتباطات رادیویی اشاره کرد. برای نمونه در اردیبهشت ۱۳۸۹ این شرکت‌ها از مدیران شرکت مخابرات ایران به‌دلیل عدم اجرای مصوبهٔ کمیسیون سازمان تنظیم مقررات و ارتباطات رادیویی به دلیل دریافت تعرفهٔ مازاد از مصرف‌کنندگان به دادسرای رسیدگی به جرائم کارکنان دولت شکایت کردند.
پس از آغاز ارائهٔ سرویس اینترنت پرسرعت توسط شرکت مخابرات ایران، این شرکت با وجود خصوصی بودن در آذرماه ۱۳۹۱ اقدام به تبلیغات خدمات اینترنت پرسرعت خود از راه شبکه سراسری خبر در تلویزیون دولتی ایران نمود که این موضوع اعتراض شرکت‌های خصوصی رقیب را برانگیخت.
در سال ۱۳۹۲، افزون بر قطعی‌های پی‌درپی و نارضایتی کاربران، اختلاف‌ها میان شرکت مخابرات و سازمان تنظیم مقررات و ارتباطات رادیویی ایران، ادامه پیدا کرد.
شرکت مخابرات ایران در ارزیابی سازمان تنظیم مقررات رادیویی در شهریور ۱۳۹۲ در بین ارائه‌دهندگان اینترنت پرسرعت در کشور، رتبهٔ آخر (دهم) و در بهمن ۱۳۹۳ رتبهٔ ششم را کسب کرد. این ارزیابی براساس پارامترهایی همانند میزان کیفیت خدمات، میزان پایبندی، تعهد اپراتورها به قوانین و مقررات و مصوبات کمیسیون تنظیم مقررات ارتباطات، شکایت ثبت شده از سوی مشترکان و غیره بوده‌است.